# Centaurea polypodiifolia
Centaurea polypodiifolia — вид рослин роду волошка (Centaurea), з родини айстрових (Asteraceae).

## Морфологічна характеристика
Це дворічна або багаторічна трав'яниста коротко волосиста і злегка павутинисто запушена рослина 80 см у висоту. Стебла прямовисні, сильно гіллясті. Прикореневі листки великі, глибоко перисторозсічені, на довгих ніжках, сегментів 6–10 пар. Нижні стеблові листя перисто-лопатеві, на коротких ніжках. Середні стеблові листя численні, яйцювато-довгасті, сидячі, цілокраї або слабо зубчасті. Верхні листки дрібніші. Квіткові голови невеликі, кінцеві, поодинокі, утворюють складні верхівкові щиткоподібні суцвіття. Всі квітки трубчасті, жовті.

## Середовище проживання
Поширений у Туреччині (Анатолія), пн.-зх. Ірані, пн.-сх. Іраку, Грузії, Вірменії.